# 中国台北

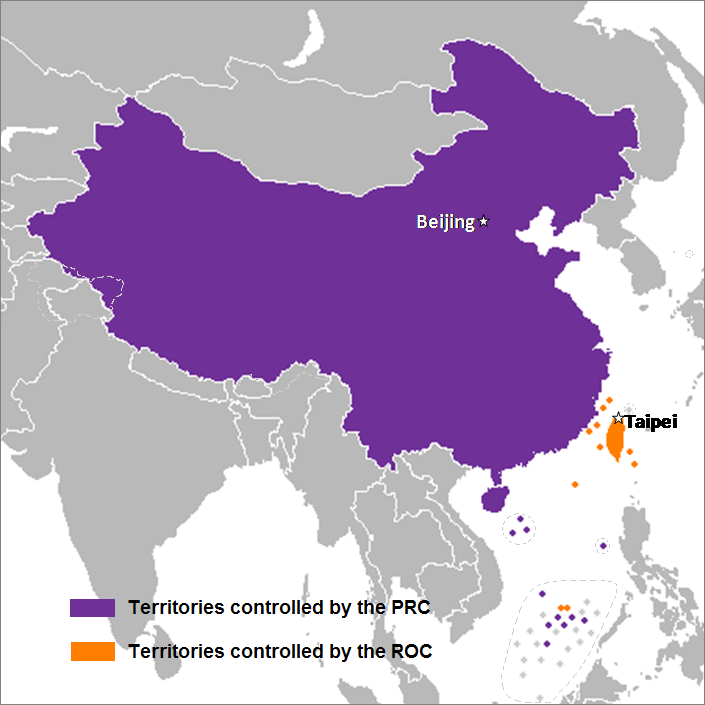
中华人民共和国实际管辖的大陆地区（紫色）与中華民國实际管辖的臺灣地區（橙色）。

中国台北（英語：Taipei,China），類似於中国台湾，是在一个中国政策下，亚洲开发银行、欧洲复兴开发银行、美洲开发银行、国际科学理事会、國際地理聯合會等国际组织对台湾的称呼，亦是中华人民共和国政府在国际和国内场合中对台湾的正式称呼之一。中華民國政府在其加入的亚洲开发银行、国际科学理事会、國際地理聯合會三个国际组织中之正式会籍名可以被分別漢譯为“中国台北”、“中国：台北”、“中国-台北”，但中華民國方面持续反对国际使用此种称呼。胡錦濤擔任中共中央總書記時期，中華人民共和國媒體普遍使用「中華台北」稱呼台灣體育代表隊，至2017年習近平任職中共中央總書記期間改為使用「中國台北」。

## 各方应用

### 亚洲开发银行
亚洲开发银行目前使用“中国台北”（英語：Taipei,China）一词来指代台湾。
中華民國于1966年以「中華民國」（英語：Republic of China）名義加入亞開行，為该行的創始成员体之一。1983年2月，中华人民共和国外交部部长吴学谦致电亚洲开发银行负责人，宣布中方决定申请加入亚洲开发银行，并要求取消台北政府在亚开行的代表权。其后，在美国政府的斡旋下，中方改以要求在保证中华人民共和国作为中国唯一合法政府在亚开行地位的同时，允许台北政府改称“中国台湾”后继续留在亚开行。中华民国政府随后拒绝北京方面的要求，并提出双方应分别更名为“中国北京”和“中国台北”，否则将退出亚开行。
1985年4月30日至5月2日，中华人民共和国政府与亚洲开发银行举行入行磋商，双方就中华人民共和国加入亚开行的各项议题基本达成一致，但在台湾改称问题上未能达成协议。1985年10月中旬，美国总统罗纳德·里根派遣前国家安全顾问小威廉·克拉克赴台北转达美国政府对亚开行问题的关切，希望中华民国政府接受“中国台北”的名称。新加坡总理李光耀也应美国政府请求在访美回国途中过境台北，转达美方意见。1985年10月25日，中华人民共和国政府与亚洲开发银行在马尼拉完成末轮磋商，亚洲开发银行同意将中华人民共和国以国家成员体名义加入亚开行并入股，其会籍名称为“中华人民共和国”（英語：People's Republic of China）。中华民国以地区成员体名义继续留在亚开行，名称为“中国台北”（英語：Taipei, China）。其后，中華民國政府除了向亞开行提出嚴正抗議外，並拒絕出席1986年及1987年兩屆年會以表達不滿。
1997年7月1日香港主權移交後，香港在亚开行的名稱相应改為“中國香港”（英語：Hong Kong, China），為表與香港地位不同，首創逗號以後不空格寫法，將台灣的英文會籍名稱改為，删去逗号后的空格，以此區分台灣與香港的不同。之後，中華民國代表團參加亞銀活動，就以“抗議中”（Under Protest）的標籤貼在上，以示維護國家尊嚴。

### 国际科学理事会
國際科學理事會（ISC）目前使用“中国：设在台北的科学院”（英語：China: Academy of Sciences located in Taipei）或“中国：台北”（英語：China: Taipei）一词来指代中华民国中央研究院。
早在1956年，中华人民共和国的有关科研机构就已加入了国际生物化学联合会，但其后又因“台北不去，北京不来”的宗旨，为抗议该联合会接纳台北方面的中央研究院为会员而于1958年退出联合会。在中华人民共和国取得联合国中国代表权后的1975年5月，中国生物化学会向国际生物化学联合会提交了入会申请，并要求取代台湾的会员地位。1976年10月，国际科学联合会理事会通过决议，建议科联会属下的联合会坚持科学普遍性的原则，不排斥任何代表某一特定区域科学活动的科学家团体为其成员，并表示热烈欢迎代表中华人民共和国的科学团体加入国际科学联合会理事会及其附属组织。1978年8月，中国大陆、台湾、国际生物化学联合会的代表在加拿大多伦多召开的国际生物化学大会上达成协议，决定中华人民共和国以“中国：中国生物化学会”名义加入该联合会，而中华民国在该联合会的席位则更名为“中国：设在台北的生物化学会”，这一模式其后推广到国际科联下属的各国际科学联合成员中，并被称为“科联模式”。
1982年，在英国剑桥召开的国际科学联合会理事会大会第十九次会议决定，中国作为国际科联的一个成员国，该国拥有两个依附性的学术组织“中国：中国科学技术协会”（英語：China: China Association for Science and Technology）和“中国：设在台北的科学院”（英語：China: Academy of Sciences located in Taipei）。

### 國際地理聯合會
國際地理聯合會的兩岸三地國家級委員會，分別是：
| 國家或地區     | 2008年用的英文名 | 漢譯       | 2021年用的英文名 | 漢譯      |
| -------------- | ---------------- | ---------- | ---------------- | --------- |
| 中華民國       |                  | 中國-臺北  |                  | 中國-臺北 |
| 中華人民共和國 |                  | 中國-北京  |                  | 中國      |
| 香港           |                  | 中國-香港  |                  | 中國-香港 |
| 澳門           | （未加入）       | （未加入） |                  | 中國_澳門 |

### 欧洲复兴开发银行
欧洲复兴开发银行目前使用“中国台北”（英語：Taipei China）一词来指代台湾，但中华民国并不是欧洲复兴开发银行的股东成员国家。2016年1月15日，欧洲复兴开发银行行长查克拉巴蒂访京，与中华人民共和国国务院总理李克强举行会面，中华人民共和国自当日起加入欧洲复兴开发银行，成为该行的股东成员国家。

### 美洲开发银行
美洲开发银行目前使用“中国台北”（英語：Taipei, China）一词来指代台湾，但中华民国并不是美洲开发银行的成员国。2009年，中华人民共和国加入美洲开发银行，成为该行的成员国。

### 亚洲基础设施投资银行
2015年3月底，民主進步黨立委主張應使用屬於經貿名稱「台澎金馬個別關稅領域」加入亞洲基礎設施投資銀行（亞投行），而非用奧會模式的「中華臺北」。但中国大陆方面坚持表态应使用“中国台北”名称加入。对此，中華民國財政部表示，将以亚洲开发银行成员身份申请加入亚投行，而中華民國大陸委員會则强调不会接受“中国台北”等不符民众期待的名称。

### 中华人民共和国
2008年北京奧運会中，北京奧運会國際新聞中心將台灣稱為中國台北。中共中央台灣工作辦公室解釋稱，奥委会协定不涉及他人在协议之外使用“中国台北”的权利，「中華台北」與「中國台北」都是英文Chinese Taipei的中文翻譯，使用中國台北不能說是矮化。經中華民國政府抗議後，新華社和中新社到7月下旬恢復以中華台北稱呼台灣代表隊。中央電視台副台長孫玉勝也表示，奧運转播節目將使用中華台北隊的稱謂。然而，央視於8月1日晚播出節目中，再度以“中國台北”稱呼台湾運動員朱木炎，央視事後強調是技術失誤，视频已無法瀏覽。这一用法在台湾马英九政府执政时期和蔡英文政府执政首年得以续用。
2013年7月，葉瑋庭參賽浙江衛視《中国好声音》，自介「來自中國台北屏東區」，被臺灣網路用戶轟，而她解釋是製作單位要她說中國台北屏東，以及她自己太緊張。
2016年7月，新華社發佈《新華社新聞信息報導中的禁用詞和慎用詞（2016年7月修訂）》，其中第66點定調採用「中國臺北」或「中國臺灣」，如要使用「中華臺北」需請示外交部與中共中央台辦（國務院台辦）。
2017年4月11日，在蔡英文执政近1年后，央视在報導亚洲乒乓球锦标赛时，开始以“中国台北”取代原先中華台北的稱呼。
2018年7月，中華人民共和國外交部發言人耿爽在記者會上針對中國代表團成員參加APEC會議在台灣的入境事件發言時以「中國台北」稱呼台灣。
之后在2018年平昌冬奥会、2021年举办的东京奥运会中，中国大陆官方媒体已经改为使用“中国台北”的说法。
在2020年以后中国大陆主办的国际赛事（如：2022年北京冬奥会）中，开幕式代表团入場時举牌上的中文名稱及会场内语音播报均為「中華台北」，但主办方媒體（大陆央视）转播时仍稱呼「中國台北」。
2024年，中国大陆歌手王以太原本计划于当年9月在臺灣举办演唱会，但因为在宣传文案中使用“中国台北”称呼台北，台灣方面認為此舉矮化台灣，因而取消其演唱会并拒绝了其入境请求。
2024年12月1日，應馬英九基金會邀請訪問台灣的中國大陸高校師生團成員、復旦大學學生宋思瑤接受媒體訪問時，以「中國台北隊」為名祝賀台灣奪得世界棒球12強賽冠軍。陸委會称該言論「傷害台灣人民感情」。馬英九基金會執行長蕭旭岑表示，兩岸制度與用語本就有不同，大陸內部用語是「中國台北」，用詞差異不該構成交流阻礙。2025年3月10日，行政院內政部移民署針對該事件約談馬英九，表示將會同相關機關依規處理。馬英九指女學生並無貶抑台灣的惡意，並向總統賴清德喊話，不要用政治的力量和行政手段阻斷兩岸青年交流。

### 中華民國
1993年，亞太經濟合作會議（APEC）在美國召開領袖會議。記者會上，中国大陆代表錢其琛（时任副总理兼外交部长），以中國台北稱呼台湾（英文会籍：Chinese Taipei）。中華民國經濟部長江丙坤，提出階段性兩個中國，以反駁中國台北的稱呼。